# Olympische Winterspiele 1992/Teilnehmer (Bulgarien)
| Gelbes Symbol für Goldmedaillen mit stilisierten Olympischen Ringen | Graues Symbol für Silbermedaillen mit stilisierten Olympischen Ringen | Braundes Symbol für Bronzemedaillen mit stilisierten Olympischen Ringen |
| ------------------------------------------------------------------- | --------------------------------------------------------------------- | ----------------------------------------------------------------------- |
| —                                                                   | —                                                                     | —                                                                       |

Bulgarien nahm an den Olympischen Winterspielen 1992 im französischen Albertville mit einer Delegation von 30 Athleten in sieben Disziplinen teil, davon 22 Männer und 8 Frauen. Ein Medaillengewinn gelang keinem der Athleten.

## Teilnehmer nach Sportarten

### Biathlon
Männer
- Spas Gulew
10 km Sprint: 74. Platz (30:16,6 min)
4 × 7,5 km Staffel: 14. Platz (1:31:49,6 h)

- Bojtscho Popow
10 km Sprint: 65. Platz (29:44,6 min)
20 km Einzel: 73. Platz (1:07:03,7 h)

- Spas Slatew
10 km Sprint: 54. Platz (28:45,9 min)
20 km Einzel: 31. Platz (1:01:26,2 h)
4 × 7,5 km Staffel: 14. Platz (1:31:49,6 h)

- Krassimir Widenow
10 km Sprint: 35. Platz (28:04,0 min)
20 km Einzel: 14. Platz (59:32,5 min)
4 × 7,5 km Staffel: 14. Platz (1:31:49,6 h)

- Christo Wodenitscharow
20 km Einzel: 68. Platz (1:05:32,7 h)
4 × 7,5 km Staffel: 14. Platz (1:31:49,6 h)

Frauen
- Nadeschda Alexiewa
7,5 km Sprint: 4. Platz (24:55,8 min)
15 km Einzel: 5. Platz (52:30,2 min)
3 × 7,5 km Staffel: 4. Platz (1:18:54,8 h)

- Silwana Blagoewa
7,5 km Sprint: 8. Platz (25:33,5 min)
15 km Einzel: 25. Platz (56:42,3 min)
3 × 7,5 km Staffel: 4. Platz (1:18:54,8 h)

- Iwa Karagjosowa
7,5 km Sprint: 33. Platz (27:42,6 min)
15 km Einzel: 17. Platz (55:22,4 min)
3 × 7,5 km Staffel: 4. Platz (1:18:54,8 h)

- Wera Wutschewa
7,5 km Sprint: 23. Platz (27:01,0 min)

- Marija Manolowa
15 km Einzel: 16. Platz (55:10,6 min)

### Bob
Männer, Zweier
- Zwetosar Wiktorow, Walentin Atanassow (BUL-1)
28. Platz (4:08,77 min)

- Nikolai Dimitrow, Dimitar Dimitrow (BUL-2)
39. Platz (4:13,62 min)

Männer, Vierer
- Zwetosar Wiktorow, Dimitar Dimitrow, Jordan Iwanow, Walentin Atanassow (BUL-1)
22. Platz (4:00,59 min)

### Eiskunstlauf
Frauen
- Wiktorija Dimitrowa
17. Platz (26,0)

### Rodeln
Männer, Doppelsitzer
- Ilko Karatscholow & Iwan Karatscholow
17. Platz (1:35,052 min)

Frauen
- Albena Sdrawkowa
24. Platz (3:16,239 min)

### Ski Alpin
Männer
- Petar Ditschew
Abfahrt: 37. Platz (2:01,21 min)
Super-G: 45. Platz (1:18,87 min)
Riesenslalom: 30. Platz (2:16,38 min)
Slalom: 26. Platz (1:52,91 min)
Kombination: 22. Platz (101,59)

- Borislaw Dimitratschkow
Super-G: 52. Platz (1:20,67 min)
Riesenslalom: 41. Platz (2:21,65 min)
Slalom: 33. Platz (1:55,15 min)

- Ljubomir Popow
Super-G: disqualifiziert
Riesenslalom: 43. Platz (2:18,01 min)
Slalom: Rennen nicht beendet
Kombination: Slalomrennen nicht beendet

### Skilanglauf
Männer
- Slawtscho Batinkow
10 km klassisch: 53. Platz (32:08,9 min)
15 km Verfolgung: 63. Platz (46:41,6 min)
30 km klassisch: 63. Platz (1:34:39,2 h)
4 × 10 km Staffel: 13. Platz (1:51:28,0 h)

- Iskren Plankow
10 km klassisch: 70. Platz (32:49,2 min)
30 km klassisch: 67. Platz (1:36:58,2 h)
4 × 10 km Staffel: 13. Platz (1:51:28,0 h)

- Iwan Smilenow
10 km klassisch: 55. Platz (31:54,7 min)
30 km klassisch: 53. Platz (1:32:25,5 h)
4 × 10 km Staffel: 13. Platz (1:51:28,0 h)

- Spas Slatew
50 km Freistil: 59. Platz (2:28:07,1 h)

- Petar Sografow
10 km klassisch: 86. Platz (35:42,2 min)
15 km Verfolgung: 71. Platz (50:15,6 min)
50 km Freistil: 50. Platz (2:22:20,8 h)
4 × 10 km Staffel: 13. Platz (1:51:28,0 h)

Frauen
- Renata Bantschewa
5 km klassisch: 50. Platz (16:16,0 min)
10 km Verfolgung: 50. Platz (32:28,3 min)
15 km klassisch: 45. Platz (50:17,4 min)
30 km Freistil: 52. Platz (1:41:44,9 h)

### Skispringen
- Wladimir Brejtschew
Normalschanze: 50. Platz (172,6)
Großschanze: 46. Platz (126,3)

- Emil Sografski
Normalschanze: 40. Platz (183,3)
Großschanze: 56. Platz (82,4)

- Sachari Sotirow
Normalschanze: 56. Platz (157,2)
Großschanze: 55. Platz (92,3)